# Божић у Румунији
Божић у Румунији (рум. Crăciunul în România) је велика годишња прослава, која се обележава 24./25. децембра, као и у већини земаља хришћанског света. Одржавање Божића је једном уведено са христијанизацијом Румуније, али је јавно обележавање било обесхрабрено током комунистичког периода (1948–1989). У посткомунистичкој Румунији Божић је поново почео да се слави.
Божићно и празнично време званично почиње 6. децембра, на Светог Николу, а завршава се 7. јануара, прославом Светог Јована. Други велики празници у овом периоду су Дан Велике уније, Никољдан, Свети Игњатије, Бадње вече ( Ajunul Craciunului на румунском), Божић (Craciun<на румунском), дан Светог Стефана, дочек Нове године ( Revelionна румунском) и Богојављење.

## Адвент
Седмонедељна сезона Адвента у ишчекивању рођења Исуса Христа је обавезно за све источне хришћанске Румуне. Почиње 14. новембра годишње и завршава се на Божић. 14. новембар, први дан адвента традиционално се зове Lăsata secului (дан када почиње апстиненција). Забрањена је свака врста производа добијених из животињских извора. Такође, средом и петком се не једе уље, поред осталих производа. Неки посебни дани (на пример Дан Светог Игњатија или Дан Велике уније) се јављају током периода када је хришћанима дозвољено да једу рибу или млечне производе. Бадње вече треба да буде дан потпуне апстиненције да се захвале Богу што је послао Спаситеља. Све у свему, постоји четрдесет дана адвента (од којих седам до девет су изузеци), ово је други период апстиненције по дужини током румунске верске године, након Ускршњег адвента.
Током ове сезоне божићни празници у Румунији почињу празником Светог Андреја 30. новембра. Обичаји кажу да свако треба да окачи много белог лука и распеће поред свих врата и прозора на вили, како би зле духове и чини држали даље од свог дома. Стригоји или вампири могу се појавити у ноћи између 29. и 30. новембра јер је ова ноћ у народу позната као Noaptea lupului (Ноћ вука).
Следећег дана, 1. децембра, је Дан Велике уније, национални дан Румуније. Славе га сви Румуни. У Букурешту и Алба Јулији румунске оружане снаге имају параде, показујући своја копнена и ваздушна возила и изводе румунску химну „ Дестеапта-те, романе! “, коришћену за Унију давне 1918. Бесплатни музички концерти и улични фестивали се организују годишње у сваком румунском граду. Ту су и бројни телевизијски специјали, посебно они које емитује Pro TV, који доводе познате или важне Румуне у центар пажње. Дан се обично завршава ватрометом.
Почетком децембра по улицама се пале божићна светла. Исте ноћи долази Свети Никола и даје деци поклоне. Деца добијају своје поклоне рано ујутру 6. децембра или касно увече 5. децембра; традиционално се поклони стављају у њихове чизме са пертлама. Деци се обично дају слаткиши или књиге; ако су били неваљали, добијају дрвене штапове.
20. децембра, на Светог Игњатија, Румуни почињу последње припреме за Божић. Овог датума секу свиње за Бадње вече.  Око овог датума људи обично купују своје божићно дрвце на јавним пијацама или у супермаркетима.
24. децембра, Бадње вече је традиционално дан када деца обично почињу да певају своје комшије. Истог дана, жене пеку традиционалне колаче да би дале деци за колендавање. До тада јелка обично мора бити већ окићена. Они побожнији присуствују царским часовима и послеподневној Литургији пре припреме за вечеру.

## Божићна музика
Музика је важан део прославе Божића широм Румуније. Постоји посебан жанр музике, везан за божићне песме, али са традиционалнијим/ хришћанским текстовима. Они се зову колинда. Иако се текст свих колинда бави догађајима Рођења, одређени елементи народних ритуала који се изводе око Божића вероватно су прехришћанског порекла, имају своје корене у римским Сатурналијама и паганским ритуалима везаним за зимски солстициј и плодност земљишта. Колинде се изводе у свим деловима Румуније (укључујући Молдавију), са регионалним варијацијама у погледу броја учесника, тачног времена различитих мелодија и текстова.
У традиционалном румунском руралном друштву, припреме за колинду почеле су много пре Божића. Сеоска омладина (обично дечаци) почела би да формира групе на различитим местима и одредила вођу да увежбава певање у глас. Ове групе се зову cete de colindători, а њихов број варира од региона до региона.
Затим, почевши од Бадње вечери, групе би одлазиле у различите куће и почињале да певају. У неким селима се прво иде до градоначелникове куће, а затим код учитеља, док у другим крајевима нема унапред утврђеног реда. Породице би их затим позвале у кућу и дале им различите мале поклоне као што су ораси, суво воће и переце.

## Божићна храна
Током Божића, Румуни пеку или купују разна специјална јела, укључујући десерте и слаткише. Румуни најчешће пеку козонак, неку врсту панетона од брашна, жуманца, квасца и многих других састојака, укуса, зачина и додатака. Постоји неколико врста сунђера, са стотинама рецепата. Можете га месити сатима да буде готов за 6 сати, или можете оставити да се диже 1 сат да не бисте га месили. Бисквит можете пунити орасима, какаом, сувим грожђем, ратлуком и у Трансилванији: пастом од мака. Тањири препуни ситних пецива и колача припремају се да служе певачима када их позову.
Често се спрема и калупљена салата од поврћа и пилетине са мајонезом и украшена маслинама и куваним јајима.
Остала божићна јела укључују аспик, сарму и јела од свињетине.